# ゲオルク・ヘルメスベルガー2世
ゲオルク・ヘルメスベルガー2世（Georg Hellmesberger, Jr. 1830年1月27日 - 1852年11月12日）は、オーストリアの作曲家、ヴァイオリニスト。

## 生涯
ヘルメスベルガーはウィーンに生まれた。2歳年上の兄ヨーゼフ1世と同じく、彼は最初の音楽の稽古としてウィーン楽友協会音楽院で教えていた父のゲオルク1世からヴァイオリンとピアノの手ほどきを受けた。また、父とルートヴィヒ・ロッターより作曲の指導を受けた。
13歳の時に兄のヨーゼフ1世と共に楽友協会の演奏会に出演したヘルメスベルガーは、間もなくウィーン国立歌劇場の舞台を飾り、著名音楽家との共演を果たした。ウィーンでの演奏会、並びに兄や父と赴いたドイツ及びイングランドへの大規模な演奏旅行ではヴァイオリニストとして成功可能な才能を示したヘルメスベルガーであったが、やがて作曲にだけに集中するようになる。1848年には最初のオペラがグラーツで初演された。
1850年、20歳になったヘルメスベルガーはハノーファーの宮廷劇場付属のヴォードヴィル音楽とバレエ音楽の主任に任用された。しかしながら、深刻な肺病を患った彼は療養を余儀なくされ、この職で成功した時間は短かった。ハノーファーに戻ってきた彼は宮廷楽長の地位を得ることが出来たが、その後まもなく持病によりわずか22歳でこの世を去った。
ヘルメスベルガーはオペラ作品を多数作曲した。『Die Favoritin』（1846年）、『Der Tag der Verlobung』（1846年）、『Die Bürgschaft』（1848年）、『Die beiden Königinnen』（1851年）、『Fiesco』（1848年）などである。また、管弦楽曲や室内楽曲も遺している。
ヘルメスベルガーはウィーンのヒートツィンガー墓地に眠っている。